# Lawlers
Lawlers is een spookdorp in de regio Goldfields-Esperance in West-Australië.

## Geschiedenis
In 1894 vond Paddy Lawlers goud in de streek, tien kilometer ten zuiden van Agnew nabij de 'Lamehorse Soak'. Er werden verscheidene leases opgenomen. Twee jaar later, in 1896, werd Lawlers officieel gesticht. Het lag in het Agnew-goudveld.
In 1897 werd Lawlers met Coolgardie door een telegraaflijn verbonden. Op haar hoogtepunt telde Lawlers ongeveer 8.000 inwoners. Het had ooit 6 hotels. Tot 1912 was er een kloosterschool bedrijvig. Van 1903 tot 1929 was Lawlers de hoofdplaats van een naar haar vernoemd lokale bestuursgebied, het 'Lawlers Road District'. Het politiekantoor sloot de deuren in 1950 en het 'Great Eastern Hotel' in 1955.

## 21e eeuw
Lawlers maakt deel uit van het lokale bestuursgebied (LGA) Shire of Leonora, waarvan Leonora de hoofdplaats is. In augustus 2013 werden de Darlot, Granny Smith en Lawlers goudmijnen door het Zuid-Afrikaanse mijnbedrijf Gold Fields overgenomen. In 2017 kreeg het bedrijf eveneens de verwerkingsinstallatie in handen. Op de voormalige dorpslocatie, nabij de Lawlers-goudmijn, is een mijnwerkerskamp waar de mijnwerkers verblijven die in de goudmijnen onder het FIFO-regime werken.

## Transport
Lawlers ligt 982 kilometer ten noordoosten van de West-Australische hoofdstad Perth, 197 kilometer ten zuiden van het aan de Goldfields Highway gelegen Wiluna en 125 kilometer ten noordwesten van Leonora.
De plaats heeft een startbaan, Lawlers Airport (ICAO:YLAW).

## Klimaat
Lawlers kent een warm woestijnklimaat, BWh volgens de klimaatclassificatie van Köppen.